# Specie di Callichthyidae
Di seguito l'elenco completo, aggiornato al 2013, di tutte le specie di Callichthyidae esistenti .

## Aspidoras-Corydoras julii
| Sottofamiglia  | Genere      | Specie                   | Immagine |
| -------------- | ----------- | ------------------------ | -------- |
| Corydoradinae  | Aspidoras   | Aspidoras albater        |          |
| Corydoradinae  | Aspidoras   | Aspidoras belenos        |          |
| Corydoradinae  | Aspidoras   | Aspidoras brunneus       |          |
| Corydoradinae  | Aspidoras   | Aspidoras carvalhoi      |          |
| Corydoradinae  | Aspidoras   | Aspidoras depinnai       |          |
| Corydoradinae  | Aspidoras   | Aspidoras eurycephalus   |          |
| Corydoradinae  | Aspidoras   | Aspidoras fuscoguttatus  |          |
| Corydoradinae  | Aspidoras   | Aspidoras lakoi          |          |
| Corydoradinae  | Aspidoras   | Aspidoras maculosus      |          |
| Corydoradinae  | Aspidoras   | Aspidoras menezesi       |          |
| Corydoradinae  | Aspidoras   | Aspidoras microgalaeus   |          |
| Corydoradinae  | Aspidoras   | Aspidoras pauciradiatus  |          |
| Corydoradinae  | Aspidoras   | Aspidoras poecilus       |          |
| Corydoradinae  | Aspidoras   | Aspidoras psammatides    |          |
| Corydoradinae  | Aspidoras   | Aspidoras raimundi       |          |
| Corydoradinae  | Aspidoras   | Aspidoras rochai         |          |
| Corydoradinae  | Aspidoras   | Aspidoras spilotus       |          |
| Corydoradinae  | Aspidoras   | Aspidoras taurus         |          |
| Corydoradinae  | Aspidoras   | Aspidoras velites        |          |
| Corydoradinae  | Aspidoras   | Aspidoras virgulatus     |          |
| Corydoradinae  | Brochis     | Brochis britskii         |          |
| Corydoradinae  | Brochis     | Brochis multiradiatus    |          |
| Corydoradinae  | Brochis     | Brochis splendens        |          |
| Callichthyinae | Callichthys | Callichthys callichthys  |          |
| Callichthyinae | Callichthys | Callichthys fabricioi    |          |
| Callichthyinae | Callichthys | Callichthys oibaensi     |          |
| Callichthyinae | Callichthys | Callichthys serralabium  |          |
| Corydoradinae  | Corydoras   | Corydoras acrensis       |          |
| Corydoradinae  | Corydoras   | Corydoras acutus         |          |
| Corydoradinae  | Corydoras   | Corydoras adolfoi        |          |
| Corydoradinae  | Corydoras   | Corydoras aeneus         |          |
| Corydoradinae  | Corydoras   | Corydoras agassizi       |          |
| Corydoradinae  | Corydoras   | Corydoras albolineatus   |          |
| Corydoradinae  | Corydoras   | Corydoras amandajanea    |          |
| Corydoradinae  | Corydoras   | Corydoras amapaensis     |          |
| Corydoradinae  | Corydoras   | Corydoras ambiacus       |          |
| Corydoradinae  | Corydoras   | Corydoras amphibelus     |          |
| Corydoradinae  | Corydoras   | Corydoras approuaguensis |          |
| Corydoradinae  | Corydoras   | Corydoras araguaiaensis  |          |
| Corydoradinae  | Corydoras   | Corydoras arcuatus       |          |
| Corydoradinae  | Corydoras   | Corydoras areio          |          |
| Corydoradinae  | Corydoras   | Corydoras armatus        |          |
| Corydoradinae  | Corydoras   | Corydoras atropersonatus |          |
| Corydoradinae  | Corydoras   | Corydoras aurofrenatus   |          |
| Corydoradinae  | Corydoras   | Corydoras axelrodi       |          |
| Corydoradinae  | Corydoras   | Corydoras baderi         |          |
| Corydoradinae  | Corydoras   | Corydoras bicolor        |          |
| Corydoradinae  | Corydoras   | Corydoras bifasciatus    |          |
| Corydoradinae  | Corydoras   | Corydoras bilineatus     |          |
| Corydoradinae  | Corydoras   | Corydoras blochi         |          |
| Corydoradinae  | Corydoras   | Corydoras boehlkei       |          |
| Corydoradinae  | Corydoras   | Corydoras boesemani      |          |
| Corydoradinae  | Corydoras   | Corydoras bondi          |          |
| Corydoradinae  | Corydoras   | Corydoras breei          |          |
| Corydoradinae  | Corydoras   | Corydoras brevirostris   |          |
| Corydoradinae  | Corydoras   | Corydoras burgessi       |          |
| Corydoradinae  | Corydoras   | Corydoras carlae         |          |
| Corydoradinae  | Corydoras   | Corydoras caudimaculatus |          |
| Corydoradinae  | Corydoras   | Corydoras cervinus       |          |
| Corydoradinae  | Corydoras   | Corydoras cochui         |          |
| Corydoradinae  | Corydoras   | Corydoras concolor       |          |
| Corydoradinae  | Corydoras   | Corydoras condiscipulus  |          |
| Corydoradinae  | Corydoras   | Corydoras copei          |          |
| Corydoradinae  | Corydoras   | Corydoras coppenamensis  |          |
| Corydoradinae  | Corydoras   | Corydoras coriatae       |          |
| Corydoradinae  | Corydoras   | Corydoras crimmeni       |          |
| Corydoradinae  | Corydoras   | Corydoras cruziensis     |          |
| Corydoradinae  | Corydoras   | Corydoras crypticus      |          |
| Corydoradinae  | Corydoras   | Corydoras davidsandsi    |          |
| Corydoradinae  | Corydoras   | Corydoras delphax        |          |
| Corydoradinae  | Corydoras   | Corydoras difluviatilis  |          |
| Corydoradinae  | Corydoras   | Corydoras diphyes        |          |
| Corydoradinae  | Corydoras   | Corydoras duplicareus    |          |
| Corydoradinae  | Corydoras   | Corydoras ehrhardti      |          |
| Corydoradinae  | Corydoras   | Corydoras elegans        |          |
| Corydoradinae  | Corydoras   | Corydoras ellisae        |          |
| Corydoradinae  | Corydoras   | Corydoras ephippifer     |          |
| Corydoradinae  | Corydoras   | Corydoras eques          |          |
| Corydoradinae  | Corydoras   | Corydoras esperanzae     |          |
| Corydoradinae  | Corydoras   | Corydoras evelynae       |          |
| Corydoradinae  | Corydoras   | Corydoras filamentosus   |          |
| Corydoradinae  | Corydoras   | Corydoras flaveolus      |          |
| Corydoradinae  | Corydoras   | Corydoras fowleri        |          |
| Corydoradinae  | Corydoras   | Corydoras garbei         |          |
| Corydoradinae  | Corydoras   | Corydoras geoffroy       |          |
| Corydoradinae  | Corydoras   | Corydoras geryi          |          |
| Corydoradinae  | Corydoras   | Corydoras gladysae       |          |
| Corydoradinae  | Corydoras   | Corydoras gomezi         |          |
| Corydoradinae  | Corydoras   | Corydoras gossei         |          |
| Corydoradinae  | Corydoras   | Corydoras gracilis       |          |
| Corydoradinae  | Corydoras   | Corydoras griseus        |          |
| Corydoradinae  | Corydoras   | Corydoras guapore        |          |
| Corydoradinae  | Corydoras   | Corydoras guianensis     |          |
| Corydoradinae  | Corydoras   | Corydoras habrosus       |          |
| Corydoradinae  | Corydoras   | Corydoras haraldschultzi |          |
| Corydoradinae  | Corydoras   | Corydoras hastatus       |          |
| Corydoradinae  | Corydoras   | Corydoras heteromorphus  |          |
| Corydoradinae  | Corydoras   | Corydoras imitator       |          |
| Corydoradinae  | Corydoras   | Corydoras incolicana     |          |
| Corydoradinae  | Corydoras   | Corydoras isbrueckeri    |          |
| Corydoradinae  | Corydoras   | Corydoras julii          |          |

## Corydoras kanei-Scleromystax salmacis
| Sottofamiglia  | Genere           | Specie                         | Immagine |
| -------------- | ---------------- | ------------------------------ | -------- |
| Corydoradinae  | Corydoras        | Corydoras kanei                |          |
| Corydoradinae  | Corydoras        | Corydoras lacerdai             |          |
| Corydoradinae  | Corydoras        | Corydoras lamberti             |          |
| Corydoradinae  | Corydoras        | Corydoras latus                |          |
| Corydoradinae  | Corydoras        | Corydoras leopardus            |          |
| Corydoradinae  | Corydoras        | Corydoras leucomelas           |          |
| Corydoradinae  | Corydoras        | Corydoras longipinnis          |          |
| Corydoradinae  | Corydoras        | Corydoras loretoensis          |          |
| Corydoradinae  | Corydoras        | Corydoras loxozonus            |          |
| Corydoradinae  | Corydoras        | Corydoras maculifer            |          |
| Corydoradinae  | Corydoras        | Corydoras mamore               |          |
| Corydoradinae  | Corydoras        | Corydoras melanistius          |          |
| Corydoradinae  | Corydoras        | Corydoras melanotaenia         |          |
| Corydoradinae  | Corydoras        | Corydoras melini               |          |
| Corydoradinae  | Corydoras        | Corydoras metae                |          |
| Corydoradinae  | Corydoras        | Corydoras micracanthus         |          |
| Corydoradinae  | Corydoras        | Corydoras microcephalus        |          |
| Corydoradinae  | Corydoras        | Corydoras multimaculatus       |          |
| Corydoradinae  | Corydoras        | Corydoras nanus                |          |
| Corydoradinae  | Corydoras        | Corydoras napoensis            |          |
| Corydoradinae  | Corydoras        | Corydoras narcissus            |          |
| Corydoradinae  | Corydoras        | Corydoras nattereri            |          |
| Corydoradinae  | Corydoras        | Corydoras negro                |          |
| Corydoradinae  | Corydoras        | Corydoras nijsseni             |          |
| Corydoradinae  | Corydoras        | Corydoras noelkempffi          |          |
| Corydoradinae  | Corydoras        | Corydoras oiapoquensis         |          |
| Corydoradinae  | Corydoras        | Corydoras ornatus              |          |
| Corydoradinae  | Corydoras        | Corydoras orphnopterus         |          |
| Corydoradinae  | Corydoras        | Corydoras ortegai              |          |
| Corydoradinae  | Corydoras        | Corydoras osteocarus           |          |
| Corydoradinae  | Corydoras        | Corydoras ourastigma           |          |
| Corydoradinae  | Corydoras        | Corydoras oxyrhynchus          |          |
| Corydoradinae  | Corydoras        | Corydoras paleatus             |          |
| Corydoradinae  | Corydoras        | Corydoras panda                |          |
| Corydoradinae  | Corydoras        | Corydoras pantanalensis        |          |
| Corydoradinae  | Corydoras        | Corydoras paragua              |          |
| Corydoradinae  | Corydoras        | Corydoras parallelus           |          |
| Corydoradinae  | Corydoras        | Corydoras pastazensis          |          |
| Corydoradinae  | Corydoras        | Corydoras paucerna             |          |
| Corydoradinae  | Corydoras        | Corydoras petracinii           |          |
| Corydoradinae  | Corydoras        | Corydoras pinheiroi            |          |
| Corydoradinae  | Corydoras        | Corydoras polystictus          |          |
| Corydoradinae  | Corydoras        | Corydoras potaroensis          |          |
| Corydoradinae  | Corydoras        | Corydoras pulcher              |          |
| Corydoradinae  | Corydoras        | Corydoras punctatus            |          |
| Corydoradinae  | Corydoras        | Corydoras pygmaeus             |          |
| Corydoradinae  | Corydoras        | Corydoras pulcher              |          |
| Corydoradinae  | Corydoras        | Corydoras rabauti              |          |
| Corydoradinae  | Corydoras        | Corydoras reticulatus          |          |
| Corydoradinae  | Corydoras        | Corydoras reynoldsi            |          |
| Corydoradinae  | Corydoras        | Corydoras robineae             |          |
| Corydoradinae  | Corydoras        | Corydoras robustus             |          |
| Corydoradinae  | Corydoras        | Corydoras sanchesi             |          |
| Corydoradinae  | Corydoras        | Corydoras saramaccensis        |          |
| Corydoradinae  | Corydoras        | Corydoras sarareensis          |          |
| Corydoradinae  | Corydoras        | Corydoras schwartzi            |          |
| Corydoradinae  | Corydoras        | Corydoras semiaquilus          |          |
| Corydoradinae  | Corydoras        | Corydoras septentrionalis      |          |
| Corydoradinae  | Corydoras        | Corydoras serratus             |          |
| Corydoradinae  | Corydoras        | Corydoras seussi               |          |
| Corydoradinae  | Corydoras        | Corydoras similis              |          |
| Corydoradinae  | Corydoras        | Corydoras simulatus            |          |
| Corydoradinae  | Corydoras        | Corydoras sipaliwini           |          |
| Corydoradinae  | Corydoras        | Corydoras sodalis              |          |
| Corydoradinae  | Corydoras        | Corydoras solox                |          |
| Corydoradinae  | Corydoras        | Corydoras spectabilis          |          |
| Corydoradinae  | Corydoras        | Corydoras spilurus             |          |
| Corydoradinae  | Corydoras        | Corydoras steindachneri        |          |
| Corydoradinae  | Corydoras        | Corydoras stenocephalus        |          |
| Corydoradinae  | Corydoras        | Corydoras sterbai              |          |
| Corydoradinae  | Corydoras        | Corydoras surinamensis         |          |
| Corydoradinae  | Corydoras        | Corydoras sychri               |          |
| Corydoradinae  | Corydoras        | Corydoras treitlii             |          |
| Corydoradinae  | Corydoras        | Corydoras trilineatus          |          |
| Corydoradinae  | Corydoras        | Corydoras tukano               |          |
| Corydoradinae  | Corydoras        | Corydoras undulatus            |          |
| Corydoradinae  | Corydoras        | Corydoras urucu                |          |
| Corydoradinae  | Corydoras        | Corydoras virginiae            |          |
| Corydoradinae  | Corydoras        | Corydoras vittatus             |          |
| Corydoradinae  | Corydoras        | Corydoras weitzmani            |          |
| Corydoradinae  | Corydoras        | Corydoras xinguensis           |          |
| Corydoradinae  | Corydoras        | Corydoras zygatus              |          |
| Callichthyinae | Dianema          | Dianema longibarbis            |          |
| Callichthyinae | Dianema          | Dianema urostriatum            |          |
| Callichthyinae | Hoplosternum     | Hoplosternum littorale         |          |
| Callichthyinae | Hoplosternum     | Hoplosternum magdalenae        |          |
| Callichthyinae | Hoplosternum     | Hoplosternum punctatum         |          |
| Callichthyinae | Lepthoplosternum | Lepthoplosternum altamazonicum |          |
| Callichthyinae | Lepthoplosternum | Lepthoplosternum beni          |          |
| Callichthyinae | Lepthoplosternum | Lepthoplosternum pectorale     |          |
| Callichthyinae | Lepthoplosternum | Lepthoplosternum stellatum     |          |
| Callichthyinae | Lepthoplosternum | Lepthoplosternum tordilho      |          |
| Callichthyinae | Lepthoplosternum | Lepthoplosternum ucamara       |          |
| Callichthyinae | Megalechis       | Megalechis picta               |          |
| Callichthyinae | Megalechis       | Megalechis thoracata           |          |
| Corydoradinae  | Scleromystax     | Scleromystax barbatus          |          |
| Corydoradinae  | Scleromystax     | Scleromystax macropterus       |          |
| Corydoradinae  | Scleromystax     | Scleromystax prionotos         |          |
| Corydoradinae  | Scleromystax     | Scleromystax salmacis          |          |